# St. Peter's Boys School
La St. Peter's Boys School (in italiano Istituto maschile di San Pietro) è un collegio scolastico privato, situato nel comune di Panchgani, nello Stato di Maharashtra, in India, fondato nel 1902.
Il motto della scuola è Ut Prosim, che significa "Affinché io possa servire" o "Affinché io possa essere utile".
Questo collegio fu frequentato anche da Freddie Mercury.